# Michel Nykjær
Michel Nykjær (ur. 17 września 1979 w Tappernøje) – duński kierowca wyścigowy. Dwukrotny zdobywa tytułów mistrzowskich w European Touring Car Cup i Danish Touringcar Championship. Obecnie jest kierowcą zespołu Nika Racing w serii World Touring Car Championship.

## Kariera

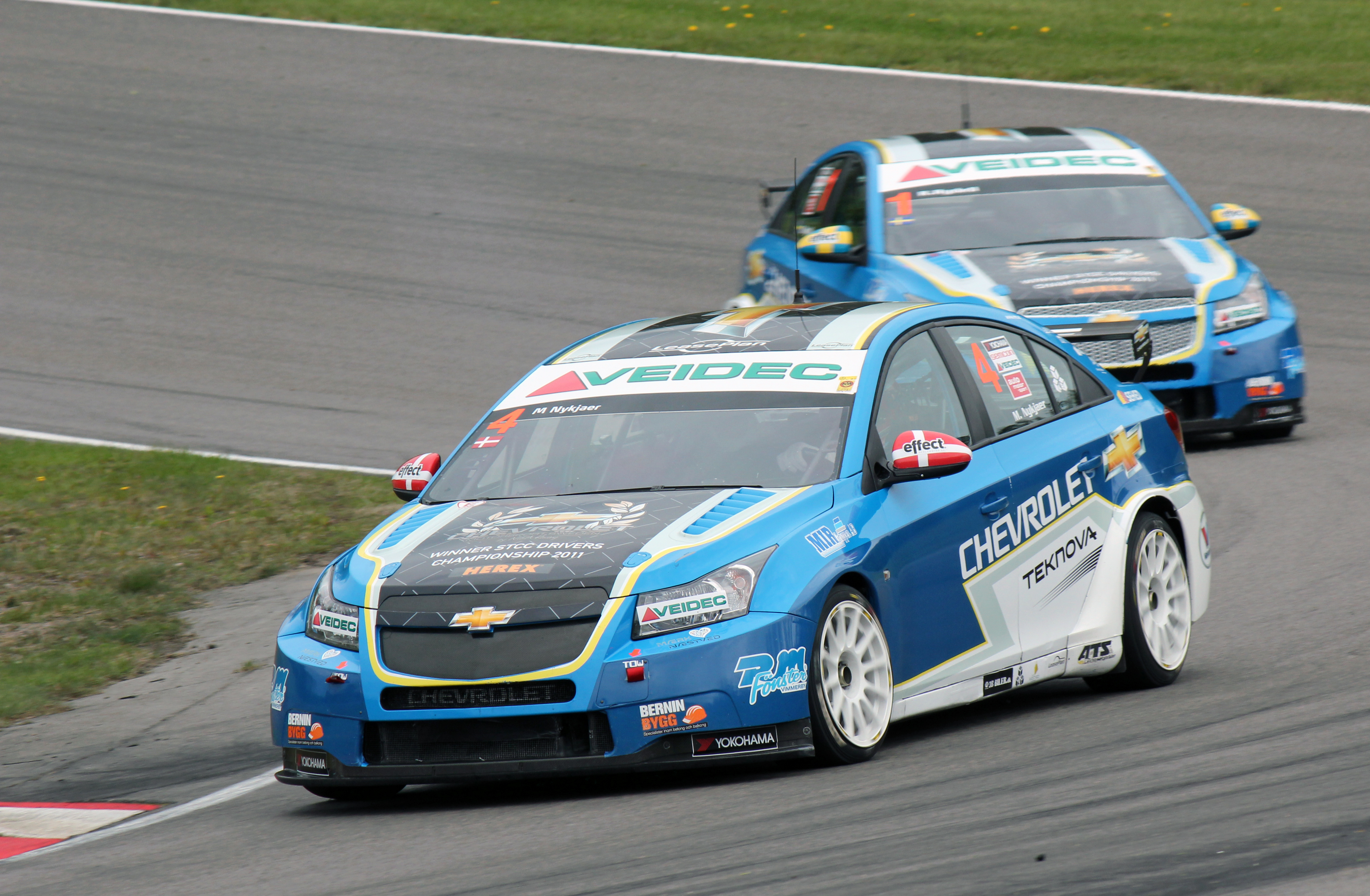
Michel Nykjær na Ring Knutstorp w STCC w 2012

Michel Nykjær swoją karierę wyścigową rozpoczął w 1989 w kartingu, gdzie jeździł do 1993 włącznie. W 1998 zadebiutował w Danish Group N Championship, której sezon 2001 ukończył na 2 miejscu, a rok później zdobył tytuł mistrzowski. W 2003 przeniósł się do Danish Touringcar Championship. Debiutancki sezon ukończył na 11 pozycji z 81 punktami na koncie i jednym zwycięstwem. W trzech następnych latach zajmował kolejno 4, 6 i 5 miejsce w klasyfikacji generalnej by w 2007 zdobyć tytuł mistrzowski z dorobkiem 300 punktów. Ponadto, w trakcie sezonu 2006 przeszedł z SEATa Toledo do Leóna. W 2007 został również mistrzem w serii European Touring Car Cup z zespołem GR Asia, także w Leónie. W 2008 w DTC przeniósł się do zespołu Poulsen Motorsport i na koniec sezonu zajął 4 pozycję z 253 punktami na koncie, a także ponownie zdobył mistrzostwo w ETCC, ale tym razem z zespołem Chevrolet Motorsport Danmark w Chevrolecie Lacetti. W 2009 ponownie wywalczył tytuł mistrzowski w Danish Touringcar Championship z dorobkiem 254 punktów z tym samym zespołem i samochodem co rok wcześniej w ETCC. W 2009 zaliczył także start w Wyścigu Niemiec w serii World Touring Car Championship. W 2010 został wicemistrzem European Touring Car Cup i od tego samego roku ścigał się w pełnych sezonach WTCC w zespole SUNRED Engineering. W 2012 przeszedł do Scandinavian Touring Car Championship. Wygrał pięć wyścigów i zakończył sezon na trzecim miejscu w klasyfikacji generalnej. W 2013 powrócił do WTCC i wygrał trzy wyścigi. Po Wyścigu Stanów Zjednoczonych zrezygnował z dalszych startów z powodu problemów finansowych.

## Wyniki w WTCC
| Legenda oznaczeń w tabelach wyników Wyświetl szablon na nowej stronie | Legenda oznaczeń w tabelach wyników Wyświetl szablon na nowej stronie                                                                     |
| Oznaczenie                                                            | Wyjaśnienie |
| --------------------------------------------------------------------- | --- |
| Złoty                                                                 | Zwycięzca lub mistrzostwo |
| Srebrny                                                               | 2. miejsce lub wicemistrzostwo |
| Brązowy                                                               | 3. miejsce lub II wicemistrzostwo |
| Zielony                                                               | Ukończył, punktował (w klasyfikacji generalnej, gdy zdobył co najmniej jeden punkt na przestrzeni sezonu, poza trzema powyższymi opcjami) |
| Niebieski                                                             | Ukończył, nie punktował (w klasyfikacji generalnej, gdy nie zdobył co najmniej jednego punktu na przestrzeni sezonu)                      |
| Czerwony                                                              | Nie zakwalifikował się (NZ) |
| Czerwony                                                              | Nie prekwalifikował się (NPK) |
| Różowy                                                                | Nie ukończył (NU) |
| Różowy                                                                | Niesklasyfikowany (NS) (w klasyfikacji generalnej, gdy nie został sklasyfikowany w żadnym wyścigu sezonu)                                 |
| Czarny                                                                | Zdyskwalifikowany (DK) |
| Czarny                                                                | Wykluczony (WYK/EX) |
| Biały                                                                 | Nie wystartował (NW) |
| Biały                                                                 | Kontuzjowany (K/INJ) |
| Biały                                                                 | Wyścig odwołany (OD/C) |
| Bez koloru                                                            | Został wycofany (WYC/WD) |
| Bez koloru                                                            | Nie przybył (NP/DNA) |
| Bez koloru                                                            | Nie brał udziału w treningach (NT/DNP) |
| Bez koloru                                                            | Nie został zgłoszony (–) |
| Pogrubienie                                                           | Start z pole position |
| Kursywa                                                               | Najszybsze okrążenie wyścigu |
| †                                                                     | Nie ukończył, ale jego rezultat został zaliczony ze względu na przejechanie więcej niż 90% dystansu wyścigu.                              |
| *                                                                     | Sezon w trakcie |
| 1/2/3                                                                 | Punktowana pozycja w sprincie kwalifikacyjnym                                                                                             |
| Lista systemów punktacji Formuły 1                                    | |

| Sezon | Zespół             | Samochód             | Wyniki w poszczególnych wyścigach | Wyniki w poszczególnych wyścigach | Wyniki w poszczególnych wyścigach | Wyniki w poszczególnych wyścigach | Wyniki w poszczególnych wyścigach | Wyniki w poszczególnych wyścigach | Wyniki w poszczególnych wyścigach | Wyniki w poszczególnych wyścigach | Wyniki w poszczególnych wyścigach | Wyniki w poszczególnych wyścigach | Wyniki w poszczególnych wyścigach | Wyniki w poszczególnych wyścigach | Wyniki w poszczególnych wyścigach | Wyniki w poszczególnych wyścigach | Wyniki w poszczególnych wyścigach | Wyniki w poszczególnych wyścigach | Wyniki w poszczególnych wyścigach | Wyniki w poszczególnych wyścigach | Wyniki w poszczególnych wyścigach | Wyniki w poszczególnych wyścigach | Wyniki w poszczególnych wyścigach | Wyniki w poszczególnych wyścigach | Wyniki w poszczególnych wyścigach | Wyniki w poszczególnych wyścigach | Pozycja | Punkty |
| 2009  | Perfection Racing  | Chevrolet Lacetti    | BRA                               | BRA                               | MEX                               | MEX                               | MAR                               | MAR                               | FRA                               | FRA                               | ESP                               | ESP                               | CZE                               | CZE                               | POR                               | POR                               | GBR                               | GBR                               | GER                               | GER                               | ITA                               | ITA                               | JPN                               | JPN                               | MAC                               | MAC                               | 40      | 0      |
| ----- | ------------------ | -------------------- | --------------------------------- | --------------------------------- | --------------------------------- | --------------------------------- | --------------------------------- | --------------------------------- | --------------------------------- | --------------------------------- | --------------------------------- | --------------------------------- | --------------------------------- | --------------------------------- | --------------------------------- | --------------------------------- | --------------------------------- | --------------------------------- | --------------------------------- | --------------------------------- | --------------------------------- | --------------------------------- | --------------------------------- | --------------------------------- | --------------------------------- | --------------------------------- | ------- | ------ |
| 2009  | Perfection Racing  | Chevrolet Lacetti    |                                   |                                   |                                   |                                   |                                   |                                   |                                   |                                   |                                   |                                   |                                   |                                   |                                   |                                   |                                   |                                   | NS                                | 18                                |                                   |                                   |                                   |                                   |                                   |                                   | 40      | 0      |
| 2010  | SUNRED Engineering | SEAT León 2.0 TDI    | BRA                               | BRA                               | MAR                               | MAR                               | ITA                               | ITA                               | BEL                               | BEL                               | POR                               | POR                               | GBR                               | GBR                               | CZE                               | CZE                               | GER                               | GER                               | ESP                               | ESP                               | JPN                               | JPN                               | MAC                               | MAC                               |                                   |                                   | 11      | 66     |
| 2010  | SUNRED Engineering | SEAT León 2.0 TDI    | 12                                | 8                                 | 11                                | 7                                 | 8                                 | 19                                | 18                                | NU                                | 17                                | NU                                | 15                                | 9                                 | 7                                 | NU                                | 7                                 | 4                                 | 9                                 | 7                                 | 6                                 | 6                                 | NU                                | 11                                |                                   |                                   | 11      | 66     |
| 2011  | SUNRED Engineering | SEAT León 2.0 TDI    | BRA                               | BRA                               | BEL                               | BEL                               | ITA                               | ITA                               |                                   |                                   |                                   |                                   |                                   |                                   |                                   |                                   |                                   |                                   |                                   |                                   |                                   |                                   |                                   |                                   |                                   |                                   | 10      | 86     |
| 2011  | SUNRED Engineering | SEAT León 2.0 TDI    | 8                                 | NU                                | 8                                 | 5                                 | 12                                | NW                                |                                   |                                   |                                   |                                   |                                   |                                   |                                   |                                   |                                   |                                   |                                   |                                   |                                   |                                   |                                   |                                   |                                   |                                   | 10      | 86     |
| 2011  | SUNRED Engineering | SUNRED SR León 1.6T  |                                   |                                   |                                   |                                   |                                   |                                   | HUN                               | HUN                               | CZE                               | CZE                               | POR                               | POR                               | GBR                               | GBR                               | GER                               | GER                               | ESP                               | ESP                               | JPN                               | JPN                               | CHN                               | CHN                               | MAC                               | MAC                               | 10      | 86     |
| 2011  | SUNRED Engineering | SUNRED SR León 1.6T  |                                   |                                   |                                   |                                   |                                   |                                   | 13                                | 13                                | 10                                | 5                                 | 9                                 | 12                                | 7                                 | NU                                | 7                                 | 17                                | 11                                | 15                                | 3                                 | 6                                 | 14                                | 14                                | 5                                 | 5                                 | 10      | 86     |
| 2012  | Bamboo Engineering | Chevrolet Cruze 1.6T | ITA                               | ITA                               | ESP                               | ESP                               | MAR                               | MAR                               | SVK                               | SVK                               | HUN                               | HUN                               | AUT                               | AUT                               | POR                               | POR                               | BRA                               | BRA                               | USA                               | USA                               | JPN                               | JPN                               | CHN                               | CHN                               | MAC                               | MAC                               | 16      | 20     |
| 2012  | Bamboo Engineering | Chevrolet Cruze 1.6T |                                   |                                   |                                   |                                   |                                   |                                   |                                   |                                   |                                   |                                   |                                   |                                   |                                   |                                   | 5                                 | 6                                 |                                   |                                   |                                   |                                   |                                   |                                   |                                   |                                   | 16      | 20     |
| 2013  | Nika Racing        | Chevrolet Cruze 1.6T | ITA                               | ITA                               | MAR                               | MAR                               | SVK                               | SVK                               | HUN                               | HUN                               | AUT                               | AUT                               | RUS                               | RUS                               | POR                               | POR                               | ARG                               | ARG                               | USA                               | USA                               | JPN                               | JPN                               | CHN                               | CHN                               | MAC                               | MAC                               | 7       | 180    |
| 2013  | Nika Racing        | Chevrolet Cruze 1.6T | 20                                | 2                                 | 1                                 | 7                                 | 7                                 | 12                                | 10                                | 9                                 | 1                                 | 5                                 | 7                                 | 1                                 | 3                                 | 3                                 | 6                                 | 4                                 | 12                                | 17                                |                                   |                                   |                                   |                                   |                                   |                                   | 7       | 180    |